# Robert i Thomas Wintour
Robert Wintour (1568 – 30 de gener de 1606) i Thomas Wintour (1571 o 1572 – 31 de gener 1606), també escrit Winter, eren dos germans membres de la conspiració de la pólvora, una conspiració fallida que tenia per objectiu assassinar el rei Jaume I d'Anglaterra. Els Wintour estaven emparentats amb altres conspiradors, com ara el seu cosí Robert Catesby, i un germanastre, John Wintour, que també s'hi va unir després del fracàs de la conspiració. Thomas era un home educat i intel·ligent, parlava diverses llengües amb fluïdesa i era advocat de professió; tanmateix, va triar ser soldat, lluitant per Anglaterra als Països Baixos, França i possiblement a l'Europa central. Vers el 1600 havia canviat de parer i havia esdevingut un catòlic fervent. En diverses ocasions va viatjar cap a l'Europa continental i per buscar el suport espanyol en nom dels catòlics anglesos oprimits, suggerint que era possible una rebel·lió catòlica amb el seu suport.
A mesura que es generava inèrcia rere un acord de pau entre els dos països, les súpliques de Thomas van acabar sense ser escoltades. Així, el 1604 va decidir unir-se a Catesby, que pretenia restaurar el Catolicisme a Anglaterra matant el rei i incitant una revolta popular a les Midlands, durant la qual la filla del rei Jaume, la Princesa Elisabet, s'instauraria com a reina. Thomas va anar altre cop al continent i va tornar a fracassar en el seu intent de buscar suport a Espanya, però és allà on coneix Guy Fawkes, amb qui acaba retornant a Anglaterra. Robert, un catòlic devot que havia heretat Huddington Court prop de Worcester, es va unir a la conspiració l'any següent.
La conspiració es va començar a desfer després que William Parker, 4t Baró de Monteagle, rebés una carta anònima on se l'avisava que es mantingués allunyat del Parlament. Thomas i Catesby van confrontar el cunyat de Monteagle, el recentment reclutat Francis Tresham, i el van amenaçar de mort, si bé Tresham fou capaç de convèncer-los de la seva innocència. En aquell moment Thomas hauria demanat a Catesby que abandonés la conspiració, tot i que fou en va. Quan Fawkes fou capturat cap a la mitjanit del 4 de novembre de 1605, Thomas va fugir cap a la casa de Robert a Huddington. Catesby i la major part de la resta van passar dos dies viatjant per les Midlands intentant començar una rebel·lió, i amb un grup de seguidors minvant es van acabar assentant a Holbeche House, a Staffordshire, on van esperar l'arribada de les forces governamentals. Thomas, que llavors ja havia tornat fins on era el grup, va escollir quedar-se amb ells, va rebre un tret a l'espatlla en una lluita posterior i fou capturat. Robert, que havia marxat abans de la batalla, no va ser capturat fins al gener de 1606.
La major part del que se sap sobre la conspiració està basat en les confessions de Thomas, donades a la Torre de Londres el novembre de 1605. Els germans van ser jutjats el 27 de gener de 1606, i penjats, arrossegats i esquarterats uns dies després a Londres.

## Família i vida abans del 1604
Robert (nascut el 1568) i Thomas Wintour (nascut el 1571–72) eren fills de George Wintour i Jane Wintour (nascuda Ingleby), filla de Sir William Ingleby del castell de Ripley prop de Knaresborough. Una germana seva, Dorothy, es va casar amb un altre conspirador, John Grant. També tenien dos germanastres agnats, John i Elizabeth, fills del casament entre el seu pare i Elizabeth Bourn, després de la mort de Jane. Els seus avis paterns eren Robert Wintour de Cavewell, a Gloucestershire, i Catherine, filla de Sir George Throckmorton de Coughton, a Warwickshire. Com a descendents dels Throckmortons, estaven emparentats amb conspiradors com Robert Catesby i Francis Tresham. El seu oncle matern, Francis Ingleby, era un sacerdot catòlic que havia estat penjat, arrossegat i esquarterat a York el 1586, un fet que segons la historiadora i autora Antonia Fraser hauria deixat una petja notable en el si de la família Wintour. El cognom Wintour provenia de Gwyn Tour (en gal·lès, torre blanca). De vegades s'emprava "Wyntour" en signatures, però no "Winter" (com sovint s'anomena els germans).